# 가와치씨
가와치 씨(일본어: 河内氏 카와치시/코치시[*])는 고대 일본의 씨족 가운데 하나이다.

## 개요
가와치 씨는 다음과 같은 계통이 있다(기술은 시대순으로 나열하였다).

### 도래인 계통의 가와치 씨
가와치노아야 씨(西漢氏)의 지족(支族)으로써 한반도의 가야 지방에서 건너와 가와치 국(河内国)에 도착한 씨족이다. 《일본서기》(日本書紀)에 인용된 백제삼서 가운데 《백제본기》(百済本紀)에 안라일본부(安羅日本府)의 왜신(倭臣)으로써 「加不至費直」라는 인물이 기록되어 있다. 가와치 씨는 5세기 말 일본 열도로 도래하여 야마토 왕권(ヤマト王権)의 군사 ・ 외교 방면에 종사하였다고 여겨지고 있다.
가와치 씨는 아스카 시대(飛鳥時代) 후기(7세기 후반) 가와치 국에 가와치데라(河内寺, 히가시오사카 시 소재)를 지었다. 가와치데라의 가람(伽藍) 배치에 대해서는 북쪽에서 남쪽으로 그은 가상의 일직선을 따라 강당(講堂), 금당(金堂), 탑, 중문(中門)이 나열된, 오사카 시텐노지(四天王寺)와 비슷한 양식이었을 것으로 추정되고 있다. 본거지는 가와치 국의 가와치 군(河内郡)이었다.

### 겐지 가와치 씨
시나노 가와치 씨
가와치 겐지의 파조(派祖)인 미나모토노 요리노부(源賴信)의 아들이라는 요리토(頼任, 가와치 요리토)가 아버지 요리노부의 관직명 가와치노카미(河内守)에서 따온 것이라 자처하였으며, 시나노국(信濃国)을 본거지로 하였다.
무사시 가와치 씨
가와치 겐지의 4대 도료(棟梁, 당주)였던 미나모토노 요시타다(源義忠)의 넷째 아들 쓰네쿠니(源経国, 가와치 쓰네쿠니)가 아버지의 관직명 가와치노카미에서 따서 가와치노 겐타(河内源太)라는 이름을 사용한 데서 유래. 다만 이는 쓰네쿠니 한 사람의 대(代)에 그쳤다. 본거지는 무사시 국(武蔵国) 고타마 군(児玉郡)으로 훗날 이자와 씨(稲沢氏)로 고쳤다.
가이 가와치 씨(고치 씨)
가이 겐지(甲斐源氏)의 일족으로 본거지로 했던 고치(河内)는 헤이안 시대(平安時代) 이시카즈 장원(石和荘)의 영역이었던 야마나시 현(山梨県) 후에부키 시(笛吹市) 이시카즈 정(石和町) 남부의 지명으로 추정되고 있다. 헤이안 시대 후기 미나모토노 요시미쓰(源義光)의 아들 요시키요(義清) ・ 기요미쓰(清光) 부자가 가이 국(甲斐国) 이치카와 장원(市河荘)에 들어 와서 다케다 씨(武田氏)를 칭하였다. 기요미쓰의 자손은 고후 분지(甲府盆地) 각지로 진출해 토착 세력으로써 자리를 잡았으며, 이시카즈 지방에는 기요미쓰의 아들이라 하는 고치 나가요시(河内長義) 및 이시카즈 미하야(石和御厨)를 근거지로 하는 히라이 기요타카(平井清隆)나 다케다 노부미쓰(武田信光) 등이 정착하였다. 고치 나가요시는 고치(河内) ・ 고이시카즈(小石和) 지역을 중심으로 하는 이시카즈 장원(石和荘)을 차지하고 처음으로 고치 씨(河内氏)를 칭하였다. 조지(貞治) 3년(1364년)에 작성된 《이치렌지 사령 목록》(一蓮寺寺領目録), 《이치렌지 문서》(一蓮寺文書)에는 남북조 시대에도 고치 씨가 재지 지배를 이어나가고 있었다는 기사가 보이며, 가마쿠라 시대(鎌倉時代)에 이시카즈 장원은 가나자와류 호조 씨(金沢流北条氏) 소유의 영지가 되어 있기는 했지만 고치 씨는 지토(地頭)로써 지배하고 있었던 것으로 추정되고 있다.

### 그 밖의 가와치 씨
구스노키류 가와치 씨
남북조 시대 말기에 등장한 씨족이다. 구스노키 마사노리(楠木正儀)의 아들 마사모토(正元)를 시조로 한다. 훗날 남조의 편으로써 사료에 등장하고 있다. 본거지는 가와치 국으로 훗날 기이국(紀伊国)으로 옮겼다.
지바 류 가와치 씨
반도 헤이시(坂東平氏)의 지파인 지바 씨(千葉氏)의 일족이다. 센고쿠 시대 단바노카미 쓰네치카(但馬守常親)라는 인물이 지바 쓰네타네(千葉重胤)를 섬겼다고 하며, 쓰네치카의 아들인 가와치 토모치카(河内知親)가 고호조 씨의 편에 섰다가 오다와라 성(小田原城)이 함락되고 로닌(浪人)으로 전락했으나 게이초(慶長) 17년(1612년)에 도쿠가와 이에야스(徳川家康)의 가신(家臣)으로 하타모토(旗本)가 되었다. 훗날 고후 다이칸(甲府代官)이 되었다. 토모치카의 아들인 다네모리(胤盛)는 도쿠가와 히데타다(徳川秀忠)를 섬겨서 오사카 전투(大坂の陣)에도 참전하였다.